# Louro José
Louro José foi um boneco de um papagaio que misturava artifícios de fantoches com a tecnologia de controle remoto. Foi interpretado pelo ex-coordenador de palco brasileiro Neilton José Veiga Júnior, mais conhecido como Tom Veiga (São Paulo, 6 de fevereiro de 1973 – Rio de Janeiro, 1 de novembro de 2020), responsável pela sua voz e manipulação até sua morte.
Louro ganhou destaque por ser o companheiro de Ana Maria Braga desde 1997, quando a apresentadora comandava o programa Note e Anote, da Record. À época, Louro era apenas um boneco de fantoche (não possuía a tecnologia de controle remoto). Foi somente com a ida de Ana Maria Braga para a TV Globo, em 1999, que Louro José, além da mudança de visual, passou a também movimentar seus olhos, dando mais vida ao personagem.
Mais que um mero coadjuvante, o Louro participava ativamente do programa com colocações irônicas e bem-humoradas, contando piadas, opinando e até mesmo discordando propositalmente da apresentadora. Era o elemento cômico do programa e costumava fazer concursos de charadas com Ana Maria ou dublar músicas. A voz esganiçada procurava imitar a de um papagaio.
Sua última aparição no programa se deu em 30 de outubro de 2020. Porém, dois dias depois, em 1 de novembro, seu intérprete foi encontrado morto em sua casa, vitimado por um acidente vascular cerebral hemorrágico provocado por um aneurisma.

## História
Em março de 1997, Ana Maria, presa num engarrafamento em São Paulo, disse ao seu ex-segurança e então marido Carlos Madrulha que "precisava de um boneco para fazer uma passagem menos dolorosa", já que o Note e Anote vinha logo depois de um programa infantil. Diversas formas para o boneco foram testadas. No dia 6 de março, Louro José estrearia em rede nacional. Na falta de quem o manejasse, Tom Veiga, por conta de seu senso de humor (sempre brincava com o câmera, com as meninas do merchandising, com a Ana) foi improvisado no posto. Nos primeiros meses, Veiga se dividiu entre as duas funções. Efetivado papagaio, comemorou, dizendo: "Minha vida mudou da água para o vinho".
Em 1999, Ana Maria e o Louro José foram contratados pela Globo, passando a ser confeccionados por Totoni Silva e pela equipe do Cem Modos, a mesma do programa TV Colosso. O boneco, além da mudança de visual, passou a também movimentar seus olhos, o que deu mais vida ao personagem.
Em maio de 2012, Veiga renovou contrato por mais 4 anos com a Globo, afastando assim as polêmicas acerca do possível fim da sua participação no programa Mais Você.
Segundo a coluna Outro Canal, em 2015, Tom Veiga foi promovido a assistente de direção.
Em abril de 2022, Ana Maria recebeu a visita de outro fantoche de papagaio. Não é um novo Louro José, mas sim um novo personagem. Conhecido inicialmente como “Lourinho”, mais tarde assumiu a identidade de “Louro Mané”, escolhido pela apresentadora, contrariando votação popular que elegeu o nome de “Lourito”. O personagem revelou posteriormente ser filho do Louro José, interpretado por Fabio Caniatto.

### Disputa judicial
Conforme Roberto Kaz, no livro "O livro dos bichos", em setembro de 1997, 6 meses após a criação do Louro José, a Rede Record tentou registrar a marca "Louro José" no INPI. O pedido foi negado, uma vez que a empresa de Ana Maria Braga (Ambra Agencia de Eventos e Produtora LTDA.) já havia feito o registro antes. Este registro diz respeito ao uso comercial da marca.
Kaz explica também que, ainda no ano de 1997, a Disney impetrou uma ação alegando "não concordar que terceiros obtenham registro de desenho que imite o Zé Carioca", cuja propriedade pertence à Disney. A justiça novamente deu ganho de caso: a Ana Maria Braga.
Ainda segundo o Kaz, em 1998, os artistas Antonio Marcos Costa de Lima e Renato Aparecido Gomes (contratados por Carlos Madrulha, que é o empresário da Ana Maria Braga, para fazer o desenho do fantoche) tentaram registrar 3 croquis com a imagem do papagaio na Escola de Belas Artes, da UFRJ, responsável por zelar pelo direito autoral de por qualquer objeto criado no Brasil (este registro zela pela autoria do objeto, sem ter necessariamente um fim comercial). Porém, o pedido foi negado, uma vez que ele já estava registrado em nome da empresa de Ana Maria Braga.
Por conta disso, em 2004, os dois artistas entraram com uma ação judicial reivindicando a autoria do personagem. Por lei, o direito de imagem é de quem desenha, e não de quem inventa o personagem.
Em 2005, Lima e Gomes venceram a ação em primeira instância. De acordo com uma nota publicada em 2005 pela revista "Veja", a sentença proferida em julho daquele ano pelo juiz Décio Luiz Rodrigues dizia: "ainda que a idealização do personagem seja de Ana Maria e seu ex-marido, a criação e materialização do Louro é dos artistas Antonio Marcos Costa de Lima e Renato Aparecido Santos, da Display Set Produções".
A defesa apelou ao Tribunal de Justiça, reclamando que o caso foi julgado sem que seus clientes fossem convocados. A ação, que corre em segredo de Justiça, permaneceu por seis anos, até que em maio de 2011, o desembargador José Carlos Ferreira Alves, da 2ª Câmara de Direito Privado de São Paulo, votou pela anulação do processo, em segunda instância, por falta de provas.  Na prática, isso significa que o caso voltou à estaca zero.
De acordo com uma reportagem do jornal Folha de S.Paulo, de 30 de outubro de 2011, o processo voltou à primeira instância.
Em 16 de outubro de 2018, a 3ª Turma do Superior Tribunal de Justiça determinou que uma ação movida pela apresentadora pedindo o reconhecimento da criação do boneco e uma indenização por danos morais no valor de R$ 650 mil contra os artistas Antonio Marcos Costa de Lima e Renato Aparecido dos Santos fosse julgado pela Justiça de São Paulo, uma vez que o esta turma do STJ entendeu, por unanimidade, que Ana Maria e o ex-marido possuem direito a questionar o tema na Justiça.

## Legado
Segundo o site "Observatório da TV", o sucesso que fez tão logo o personagem Louro José foi criado, encorajou outros programas a apostarem em “mascotes”, como, por exemplo, o Xaropinho, do programa Ratinho Livre, também da RecordTV. Quando a Ana Maria Braga foi para a Rede Globo, e levou o Louro José a reboque, a direção do Note e Anote apostou num novo mascote (o cachorro Uólli, fantoche criado para contracenar com Catia Fonseca, que substituiu Ana Maria na atração).
Podem ser citados ainda o macaco Kinho (Escolinha do Barulho), o alienigena Ed (Domingo Legal) e o boneco Guinho, que acompanhava a culinarista Palmirinha Onofre em seus programas.

## Merchandise
Muitos produtos de Louro José foram lançados ao longo dos anos, incluindo brinquedos, canecas, livros de piadas, revista em quadrinhos, capa de celular, vários sabores de goma de mascar e até comida para pássaro.

## Participações especiais
O personagem chegou a fazer aparições em diversos programas da Globo, em sua maioria novelas e seriados.
| Ano  | Programa                    | Capítulo/episódio                                     | Ref.                                             |
| ---- | --------------------------- | ----------------------------------------------------- | ------------------------------------------------ |
| 2000 | Casseta & Planeta, Urgente! | Maçaranduba e Montanha                                | [ 25 ]                                           |
| 2000 | Você Decide                 | Olha o Passarinho (20 de julho de 2000)               | [ 25 ]                                           |
| 2000 | Sai de Baixo                | 2001: Uma Epopeia no Arouche (30 de dezembro de 2000) |                                                  |
| 2001 | O Clone                     |                                                       | [ 25 ]                                           |
| 2002 | A Grande Família            | A Quentinha da Bebel                                  |                                                  |
| 2003 | Sítio do Picapau Amarelo    | O sumiço de Emília (3 de setembro de 2003)            | Ele apareceu juntamente com seu irmão Louro João |
| 2004 | A Diarista                  | Aquele do Projac (21 de dezembro de 2004)             | [ 25 ]                                           |
| 2008 | Beleza Pura                 |                                                       | [ 28 ]                                           |
| 2010 | Passione                    | Capítulo de 9 de janeiro de 2011                      | [ 29 ]                                           |
| 2011 | Malhação Conectados         | Episódio de 11 de novembro de 2011                    | [ 30 ]                                           |
| 2011 | A Mulher Invisível          | Episódio 3 da 2.ª temporada                           | [ 25 ]                                           |
| 2012 | Louco por Elas              | Episódio 1                                            | [ 31 ]                                           |
| 2012 | Cheias de Charme            | Capítulos 44 e 45                                     | [ 32 ]                                           |
| 2014 | Alto Astral                 | Capítulo de 4 de maio de 2015                         | [ 33 ]                                           |
| 2018 | Segundo Sol                 | Capítulo de 27 de setembro de 2018                    | [ 34 ]                                           |
| 2019 | A Dona do Pedaço            | Capítulo de 30 de outubro de 2019                     | [ 35 ]                                           |

## Discografia
Em 2003, a gravadora BMG lançou o CD do Louro José, intitulado Pet Hits. O álbum vem acompanhado de um VHS.
Neste mesmo ano, Louro fez uma participação na sétima faixa ("Saúde, Amor, Paz e Alegria") do álbum Sou Eu, de Ana Maria Braga.
| #  | Nome da Faixa Musical                                 | Duração |
| -- | ----------------------------------------------------- | ------- |
| 01 | Pet Hits                                              |         |
| 02 | O Que É, O Que É                                      |         |
| 03 | Duas Loiras                                           |         |
| 04 | Louro Apaixonado                                      |         |
| 05 | Louro José (Tema do Louro José)                       |         |
| 06 | Coelhinho Feliz                                       |         |
| 07 | Orquestra Dos Bichos                                  |         |
| 08 | A Dança Do Macaco                                     |         |
| 09 | Vampirinho Do Bem                                     |         |
| 10 | Festa Dos Insetos                                     |         |
| 11 | A Dança Dos Bichos - Os Bichinhos                     |         |
| 12 | Lindo Balão Azul                                      |         |
| 13 | Noite Feliz / Bate o Sino / Feliz Natal Pra Todos     |         |
| 14 | Parabéns Pra Você / Parabéns Da Xuxa / Com Quem Será? |         |